# Tuija Lindström
Tuija Lydia Elisabeth Lindström (Kotka, 5 mai 1950 - Stockholm, 26 décembre 2017) est une photographe binationale finlandaise et suédoise. Elle a été une source d'inspirations pour de nombreuses jeunes femmes photographes des pays nordiques.

## Biographie
Elle est née à Kotka en 1950, une ville située au bord du golfe de Finlande au sud-est de ce pays,,. Elle étudie notamment à l'Université d'arts, de l'artisanat et du design de Stockholm, la Konstfack,. Elle s'y familiarise avec les techniques photographiques de prise de vue et de développement en chambre noire. 
Elle décide de se lancer comme photographe professionnelle après avoir vu une exposition, appelée Privata bilder, d'un autre photographe, Christer Strömholm, en 1977. « Lorsque j'ai commencé la photographie dans les années 1970, seuls les hommes étaient photographes. J'ai décidé de photographier les mêmes sujets qu'eux, mais d'une manière différente, de mon point de vue, avec une perspective féminine. ». Ses premières œuvres sont des portraits d'amis et de personnalités scandinaves du monde des arts. Parmi ces personnalités figure Christer Strömholm. Celui-ci a d'ailleurs inclut un portait de lui, nu, réalisée par Tuija Lindström, dans une de ses expositions, 9 sekunder av mitt liv, au Moderna Museet (musée d'art moderne) en 1986. 
Au début des années 1990, c'est une exposition de Tuija Lindström qui intrigue et est remarquée, Kvinnorna vid Tjursjön : elle est constituée d'une série de douze photographies photos en noir et blanc de femmes flottant dans un lac noir, ces clichés alternant avec douze photographies couleur en gros plan de fers à repasser rouges, dressés, le contraste entre ces deux thèmes créant une tension spécifique,.
Elle a organisé plusieurs expositions internationales et est notamment représentée au Moderna Museet de Stockholm, au Houston Art Museum aux États-Unis et au Finnish Museum of Photography à Helsinki. Une rétrospective de son travail a été présentée au Liljevalchs konsthall de Stockholm et au Hasselblad Center de Göteborg en 2012, puis à l'Institut suédois parisien et au Musée finlandais de la photographie à Helsinki en 2014.
Mais surtout, Tuija Lindström a été la première femme suédoise à enseigner la photographie à l'université de Göteborg, créant une formation à la fois théorique et artistique et jetant les bases d'une recherche photographique permanente. Parmi les élèves, on compte Annika von Hausswolff, Annica Karlsson Rixon (sv), Maria Miesenberger (sv), ou encore Julia Peirone (sv).